# Margaret Taylor (Badminton)
Margaret Taylor (* 1912, verheiratete Margaret Homer-Dixon sowie Margaret Turner) war eine kanadische Badmintonspielerin.

## Karriere
Margaret Taylor wurde 1935 erstmals kanadische Meisterin, wobei sie im Dameneinzel erfolgreich war. Zwei weitere Titelgewinne folgten 1938 und 1939 im Damendoppel mit Vess O’Shea.

## Sportliche Erfolge
| Saison | Veranstaltung                 | Disziplin   | Platz | Name                          |
| ------ | ----------------------------- | ----------- | ----- | ----------------------------- |
| 1935   | Kanada: Einzelmeisterschaften | Dameneinzel | 1     | Margaret Taylor               |
| 1938   | Kanada: Einzelmeisterschaften | Damendoppel | 1     | Margaret Taylor / Vess O’Shea |
| 1939   | Kanada: Einzelmeisterschaften | Damendoppel | 1     | Margaret Taylor / Vess O’Shea |